# 朱璟洸
襄陵王朱璟洸（16世纪—17世纪），《明史》作朱璟洗，明朝襄陵温恪王朱朗鐀的嫡长子。
万历三十三年（1605年）封襄陵长子。万历四十五年（1617年），朱朗鐀薨。泰昌元年（1620年）十一月，明熹宗遣吏科給事中周朝瑞、工科給事中張其庭、惠世揚、刑科給事中韓繼思為正使，行人司行人鍾斗、中書舍人徐鑛、張翰芳、孫允傑等為副使，持節冊封朱璟洸袭封，夫人王氏為襄陵王妃。
朱璟洸不知何年去世，是否有谥号也不详，子朱逵㭸袭封。